# Ржавка (приток Везломы)
Ржавка — река в России, протекает в городском округе Бор Нижегородской области. 
Устье реки находится в 41 км по левому берегу реки Везломы. Длина реки — 10 км.
Исток реки в болоте Лопатинское к северу от посёлка Керженец и в 27 км к северо-востоку от центра города Бор. Река течёт на юго-запад по ненаселённому заболоченному лесу.

## Данные водного реестра
По данным государственного водного реестра России относится к Верхневолжскому бассейновому округу, водохозяйственный участок реки — Волга от устья реки Ока до Чебоксарского гидроузла (Чебоксарское водохранилище), без рек Сура и Ветлуга, речной подбассейн реки — Волга от впадения Оки до Куйбышевского водохранилища (без бассейна Суры). Речной бассейн реки — (Верхняя) Волга до Куйбышевского водохранилища (без бассейна Оки).
По данным геоинформационной системы водохозяйственного районирования территории РФ, подготовленной Федеральным агентством водных ресурсов:
- Код водного объекта в государственном водном реестре — 08010400312110000034127
- Код по гидрологической изученности (ГИ) — 110003412
- Код бассейна — 08.01.04.003
- Номер тома по ГИ — 10
- Выпуск по ГИ — 0